# Synallaxe siffleur
Phacellodomus sibilatrix
Espèce
Statut de conservation UICN

 LC  : Préoccupation mineure
Le Synallaxe siffleur (Phacellodomus sibilatrix), également appelé phacellodome minuscule, est une espèce d'oiseaux de la famille des Furnariidae.
Cet oiseau peuple le Gran Chaco.